# 谷崎久志
谷崎 久志（たにざき ひさし、1962年 - ）は、日本の経済学者。専門は計量経済学。大阪大学大学院経済学研究科教授。村尾育英会学術奨励賞受賞。

## 人物・経歴
大阪府生まれ。1981年徳島県立城南高等学校卒業。1985年関西学院大学経済学部卒業。1987年神戸大学大学院経済学研究科博士課程前期課程修了、経済学修士。1989年ペンシルベニア大学大学院経済学研究科補助員。1991年ペンシルベニア大学大学院経済学研究科卒業、Ph.D.。1992年神戸大学大学院経済学研究科博士課程後期課程退学。
1992年神戸学院大学経済学部講師。1994年神戸学院大学経済学部助教授。1995年神戸大学経済学部助教授。1996年ミネソタ大学経済学部客員研究員。2000年神戸大学大学院経済学研究科助教授。2002年ジョージタウン大学経済学部客員研究員。2003年神戸大学大学院経済学研究科教授。2004年日本学術振興会特別研究員等審査会専門委員。2005年日本統計学会理事。同年村尾育英会学術奨励賞受賞。2006年日本学術会議連携会員。
2011年大阪大学大学院経済学研究科教授。2013年日本学術振興会科学研究費委員会専門委員。2014年大阪大学金融・保険教育研究センター副センター長。2015年大阪大学数理・データ科学教育研究センター副センター長。2016年大阪大学副理事、大学評価・学位授与機構国立大学教育研究評価委員会委員。2017年大阪大学大学院経済学研究科長・経済学部長、消費者庁客員主任研究官、大学改革支援・学位授与機構大学機関別認証評価委員会専門委員。

## 著書
- 『状態空間モデルの経済学への応用 : 可変パラメータ・モデルによる日米マクロ計量モデルの推定』日本評論社 1993年
- "Nonlinear filters : estimation and applications" Springer-Verlag 1993年
- 『ノンパラメトリック検定とt検定の検出力比較 : モンテ・カルロ実験による小標本特性』神戸学院大学経済学会 1994年
- "Computational methods in statistics and econometrics" Marcel Dekker 2004年
- 『基本統計学』（豊田利久, 大谷一博, 小川一夫, 長谷川光と共著）東洋経済新報社 2010年
- "The power-saving behavior of households : how should we encourage power saving?" Kenichi Mizobuchi and Hisashi Tanizaki Nova Science Publishers 2018年
- 『統計学』（溝渕健一と共著）ネルヴァ書房 2021年
- 『計量経済学』（溝渕健一と共著）新世社 2023年